# 車籠埔斷層

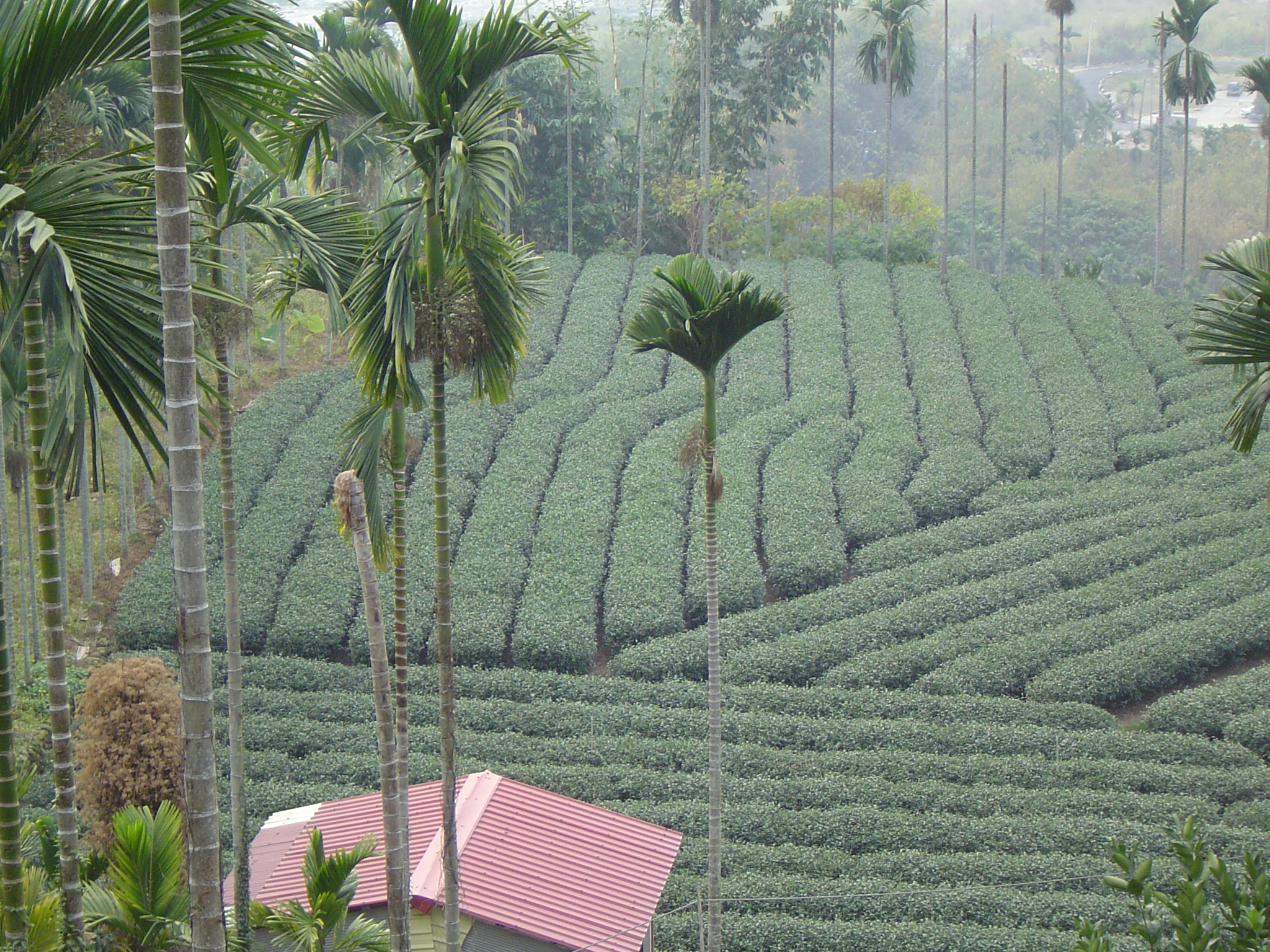
車籠埔斷層南段造成的地表變形，注意茶樹在斷層通過處的排列變化

車籠埔斷層（英語：Chelungpu Fault）位於臺灣西部，為一條南北走向的東傾逆衝斷層。在921大地震尚未發生前，已經有地理學者前往當時之臺中縣太平市車籠埔地區進行實地勘察，位置約在光興路以東的沿山地區，於冬瓜山附近發現斷層崖而故名。此斷層在1999年9月21日的錯動，是造成921大地震之主因，但是某些研究指出，集集地震造成的地震斷層並不完全依循車籠埔斷層的斷層面滑動。

## 地理

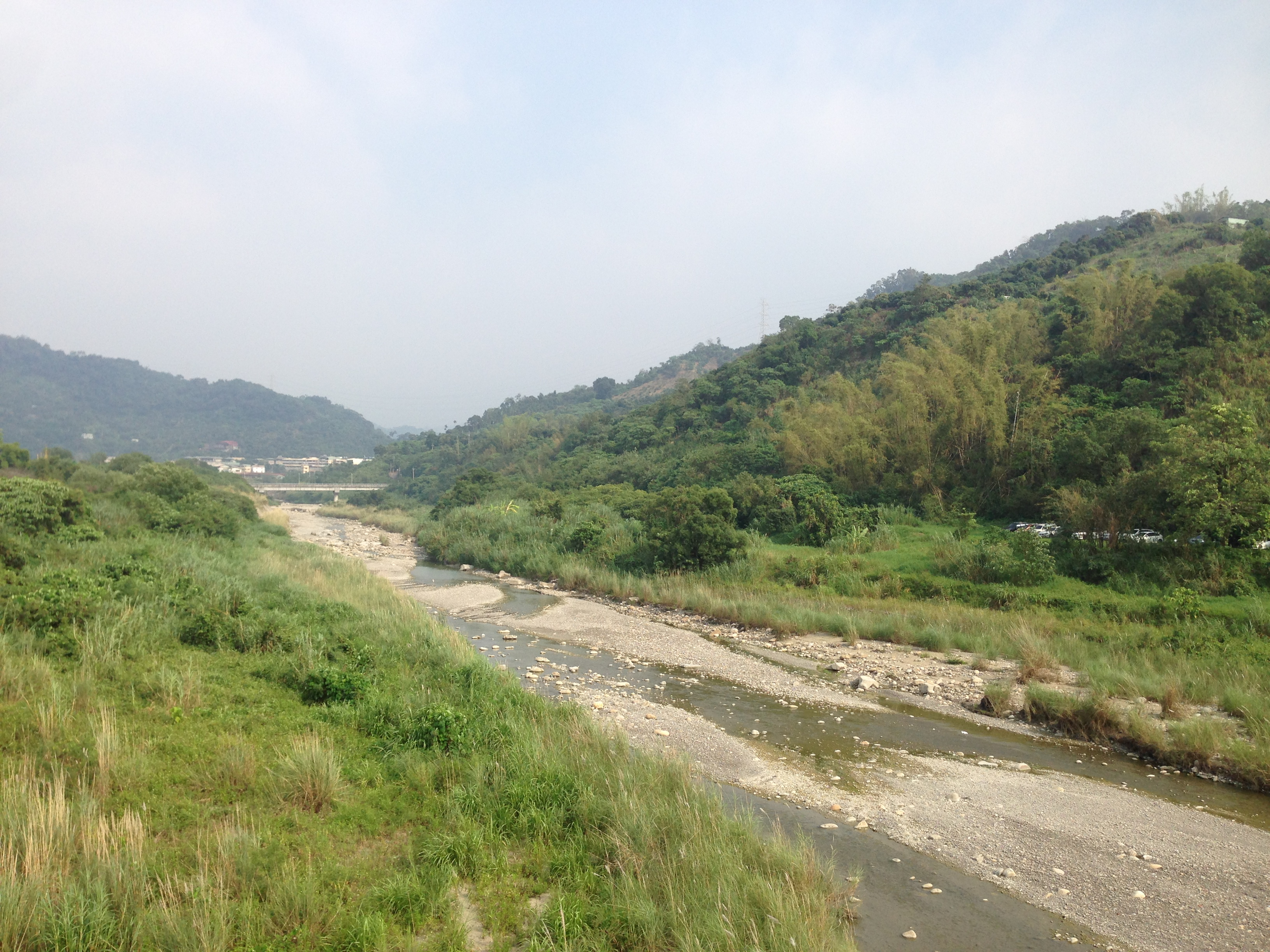
自銀聯一橋東望草湖溪一景。此河段是車籠埔斷層通過之地，昔日被抬升的地表，今被多年沖刷與河岸雜草叢生，早已難以窺得斷層露頭之面貌。

車籠埔斷層位於臺灣西部麓山帶，在斷層西側即臺中盆地、八卦臺地、斗六丘陵，有清水斷層、彰化斷層、桐樹湖斷層；在斷層線東側即豐原丘陵、南投丘陵、竹山丘陵，有大茅埔斷層、雙冬斷層、鳳凰山斷層。
在集集大地震中，車籠埔斷層在地表產生了達百公里的破裂面，北起苗栗縣卓蘭鎮內灣、雙崎，南至南投縣竹山鎮桶頭，最大水平和垂直位移量達9公尺和6公尺。在斷層的東側是上新世錦水頁岩和卓蘭層；西側則是更新世頭嵙山層和沖積層。斷層的主要滑動面在近地表大致沿著錦水頁岩或卓蘭層，東側的岩層向西北逆衝。

## 特性

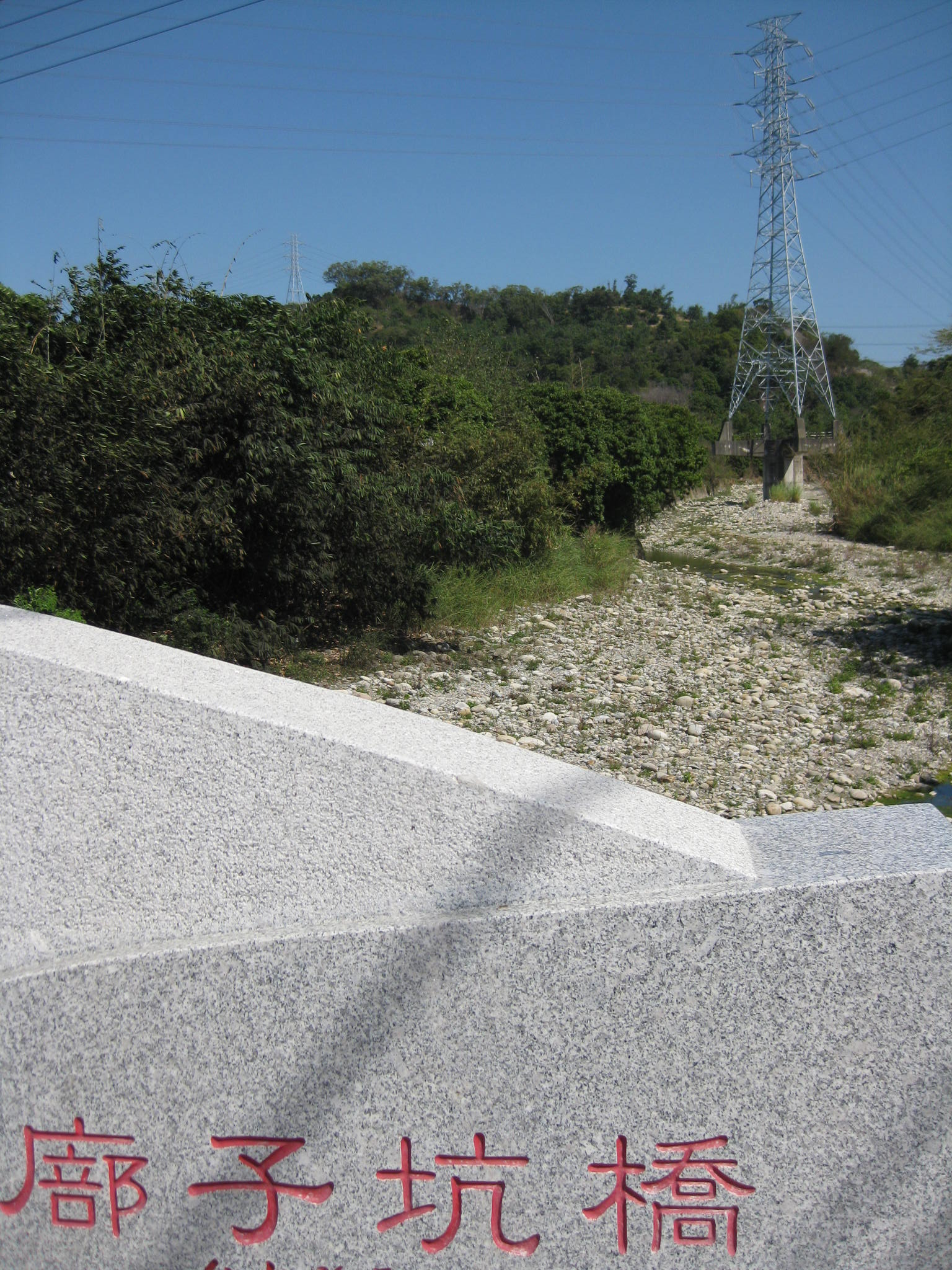
車籠埔斷層北段於廍子坑橋附近穿越廍子坑溪

### 北段
在臺中市東勢區埤豐橋以北，斷層分叉成數條大致平行的小斷層，走向呈現東西向和東北向，傾角大約在40-50度之間，主要型態為走向滑移伴隨逆衝。在埤豐橋以南，斷層逐漸由東北-西南向轉為南北向，地表破裂帶主要沿著麓山帶前緣，斷層依然以走向滑移伴隨逆衝的型態為主。到臺中市霧峰區以南，斷層型逐漸轉變為以逆衝為主，沒有明顯的走向滑移分量，此段斷層傾角在25-80度之間。

### 南段
在南投以南，斷層的走向滑移分量逐漸出現，斷層傾角在30-60度之間。到南投縣竹山鎮瑞竹以南，斷層型態改以走向滑移為主，傾角大於70度，位移量也逐漸縮小，在南投竹山鎮桶頭逐漸失去明顯的地表變形。

## 外部連結
- 《車籠埔斷層深井鑽探計畫[永久]》2004年～2006年執行 中央大學地球科學系暨地球物理研究所 2007年4月27日
- 一看就懂台灣地理;黃美傳;遠足文化; 2011/05/12 [民 100]